# 孙永波 (1956年)
孙永波（1956年10月—），浙江诸暨人。1974年12月参加工作，1977年1月加入中国共产党。中共中央党校法学理论专业在职研究生学历。
历任公安部副处长、处长、副局长，北京市朝阳区委常委、政法委副书记（挂职），公安部物证鉴定中心党委书记、人民公安报社社长兼党委书记、政治部宣传局局长、副主任等职。2005年12月，任公安部部长助理兼办公厅主任。2007年6月，挂职任国务院南水北调工程办公室主任助理。
2008年6月，任中共黑龙江省委政法委副书记、省公安厅党委书记。2008年7月，兼任黑龙江省人民政府副省长兼省公安厅厅长。2016年6月，不再担任公安厅长。2017年1月，辞去黑龙江省副省长职务，当选黑龙江省人大常委会副主任。